# مطبخ جليقية
غاليسيا  كويسين (الاطباق الغاليسيا)

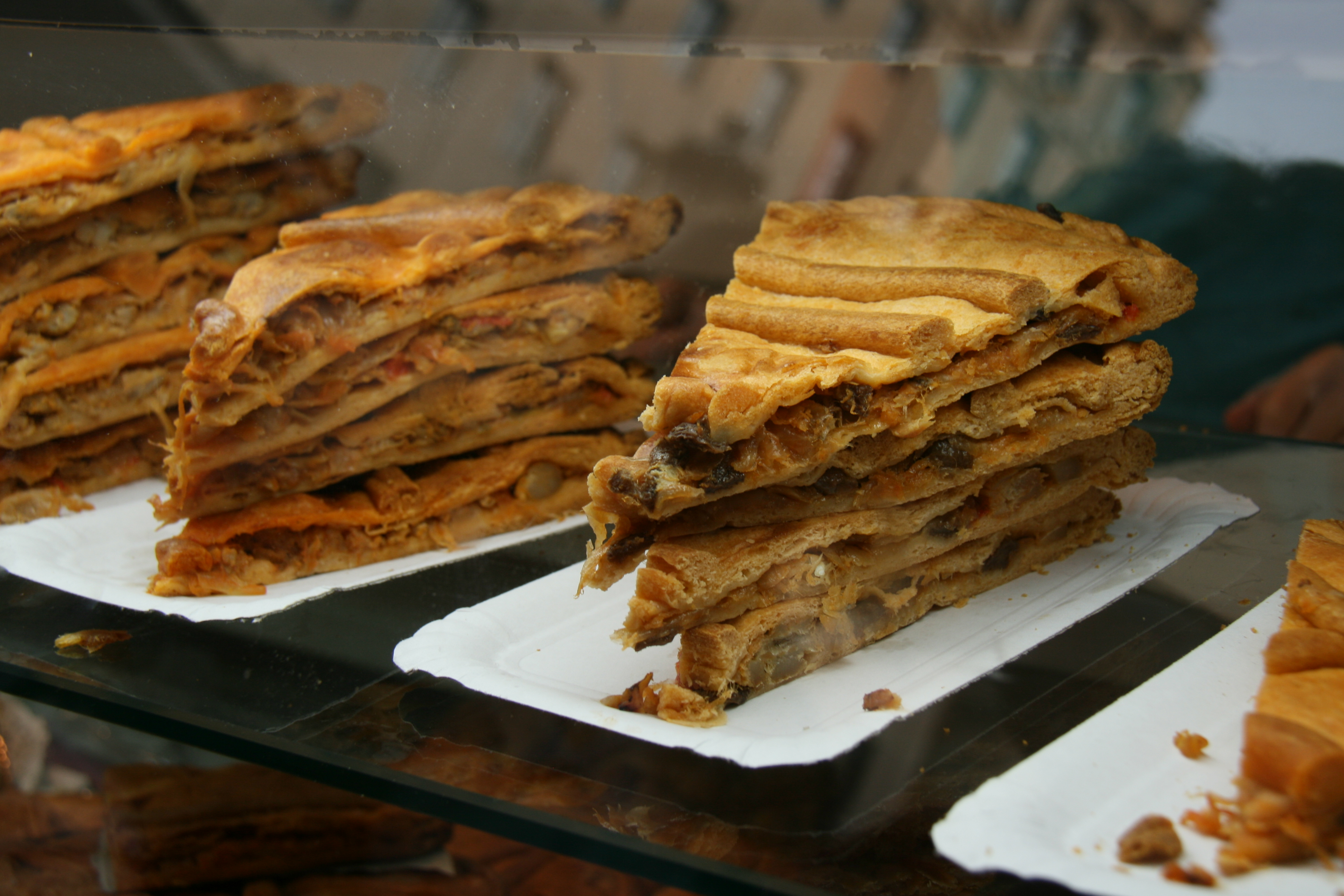
امبانادا جاليجا

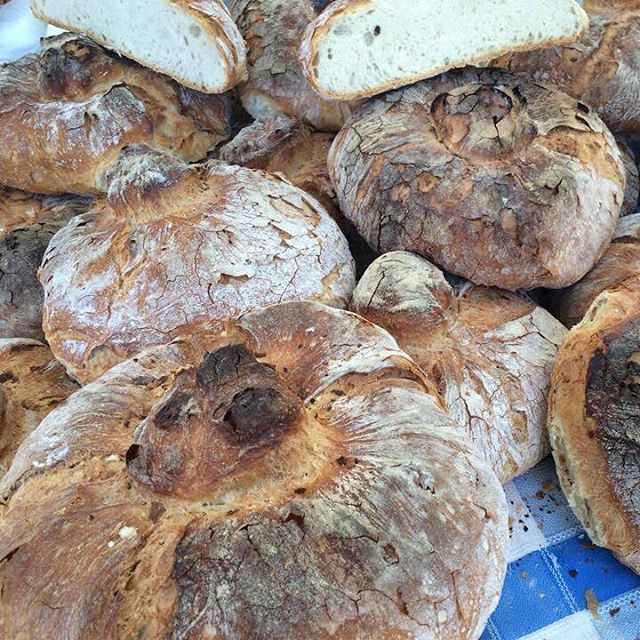
خبز الجاليكي

يشير مطبخ غاليسيا جليقية إلى المكونات والأطباق التقليدية الموجودة في جليقية، إسبانيا.

## الأطباق
- محار
- امباندس (empanadas)
- بولبو افيرا (طبق مصنوع من الاخطبوط)
- الجبن
- جبن من حليب
- ريبيرو والبارينو ( النبيذ الاحمر والابيض)
- خمرأوروجو

## الاغذية الاساسية
يوجد في غاليسيا العديد من الاغذية الاساسية منها:
- البطاطا: تعد البطاطا هي الطعام الاساسي للمنطقة، فقد كانت اسبانيا من أوائل الحصول عليها من قِبل امريكا في القرن السادس عشر، وبعد ذلك بدأ بالنمو على سواحل ريا دي نويا، التي تقع في غاليسيا. في غاليسيا كويسين (الاطباق الغاليسيا) لا يهم الطهي والوصفة، إن ما يهم حقا هو ما يتم تقديمه.
- المنتجات البحرية: إن العديد من المنتجات البحرية  يمكن إيجادها في الاطباق التقليدية لغاليسيا، وذالك يعود بسبب الخط الساحلي الطويل في المقاطعة، واقتصاد الصيد التقليدي.
- المنتجات البيئية: تعتبر المنتجات البيئية أحد الاغذية الاساسية  للحمية في غاليسيا، مثل: البطاطا، الذرة، القمح.
- المنتجات من الالبان واللحوم: إن المنتجات من الالبان واللحوم تتماشى مع المنتجات البيئية جنبا إلى جنب من اجل الحمية في غاليسيا، ومن الامثل عليها: المواش، والغنم، والخنازير. وتعتبر اعشاب غاليسيا ممتازة للرعي لما تتميز به بأن اعشابها خضراء على مدار السنة.

## التاريخ
بدا تطور المطبخ الغاليسي بالانخفاض تدريجيا حتى الوقت الحالي ، بالرغم من وجود طهاة مثل تون فينسينت (Toni Vicente الذي اكتسب اهتماما وطنيا فقط في الثمانينيات) ، وذالك يعود لعدة اسباب منها:التاريخ الاقتصادي الضعيف، والصناعة القليلة، والمواقف الاقل بروزا في السياسة والثقافة الاسبانية.

## خبز غاليسيا
قد حظى خبز غاليسيا (pan galego) على تقدير في الاقاليم المتمتعة بالحكم الذاتي وجميع انحاء اسبانيا، ويرجع الفضل بسبب الجودة العالية للخبز. يعتبر خبز غاليسيا عالي الترطيب، ويعد قمح الخبز مزيج من القمح الاصلي والاجنبي. لدرجة انه تم حماية خبز غاليسيا في عام 2019، مع الحصول على شهادة  بمؤشر جغرافي محلي (PGI) للاتحاد الاوروبي.

## أطباق تقليدية
- طبق الاخطبوط (Polbo a feira)
- فطيرة جاليجا (Empanada Gallega)
- حساء الجاليبي ((Caldo gallego
- لاكون مع اللفت الاخضر يأتي مع لحم وبطاطا (Lacon con grelos)
- اللحوم او كالديرو (Carne o caldeiro)
- نقانق لحم الخنزير (Androlla)
- نقائق لحم الخنزير " نوع اخر" (Botelo or butelo)
- كعكة الاسفنج (Bica)
- كعكة سانتياغو
- فيوس "نوع من الحلوى" (Filloas) [2]

## أنظر أيضا
- النبيذ في اسبانيا

## روابط خارجية
الاكل التفليدي في اسبانيا